# El ángel exterminador
El ángel exterminador es una película surrealista de drama psicológico mexicana de 1962, escrita y dirigida por Luis Buñuel. Está protagonizada por Silvia Pinal. La historia sigue a un grupo de invitados adinerados que asisten a la mansión de un socialite para disfrutar de una lujosa cena y un poco de compañía amistosa, antes de que el caos psicológico y dramático se hagan presentes cuando no les es posible abandonar el lugar. Fuertemente satírica y alegórica, la cinta contiene una visión de la aristocracia que sugiere que «albergan instintos salvajes y secretos inconfesables».
Es considerada una de las 1000 mejores películas por The New York Times, y fue adaptada a una ópera en 2016.

## Argumento
Después de una noche en la ópera, Edmundo y Lucía Nóbilé invitan a 18 conocidos adinerados a una cena en su lujosa mansión. Inexplicablemente, los sirvientes comienzan a irse cuando los invitados están a punto de llegar y, cuando termina la comida, solo queda Julio, el mayordomo. Lucía cancela una sorpresa planeada que involucra a un oso y tres ovejas al descubrir que al invitado Sergio Russell no le gustan las bromas, pero hay algunos sucesos extraños, como que los invitados de alguna manera ingresan a la mansión y suben las escaleras dos veces, Edmundo repite su brindis por la ópera realizada por la cantante Silvia, y Cristián Ugalde y Leandro Gómez se saludan tres veces (como extraños, cordialmente y antagónicamente).
Los invitados se mezclan antes de pasar al salón para escuchar a Blanca tocar una sonata en piano de Paradisi. Cuando termina, dice que está cansada y varios otros invitados indican que están a punto de irse a casa, pero nadie lo hace. En cambio, sin discutirlo, los invitados y anfitriones se acomodan y pasan la noche en los sillones, sillas y el piso del salón, evitando que Lucía se escape a una cita con el coronel Álvaro Aranda, mientras Julio duerme en la mesa del comedor, una habitación apartada del salón en el que todos se quedan a dormir.
Por la mañana, se descubre que Sergio está inconsciente. Los anfitriones y algunos de los invitados se preguntan por qué nadie intentó irse la noche anterior. Algunos invitados intentan salir del salón, pero todos retroceden o se angustian y se detienen antes de cruzar el umbral. Cuando Julio les lleva algunas sobras para el desayuno, él también queda atrapado en esa habitación.

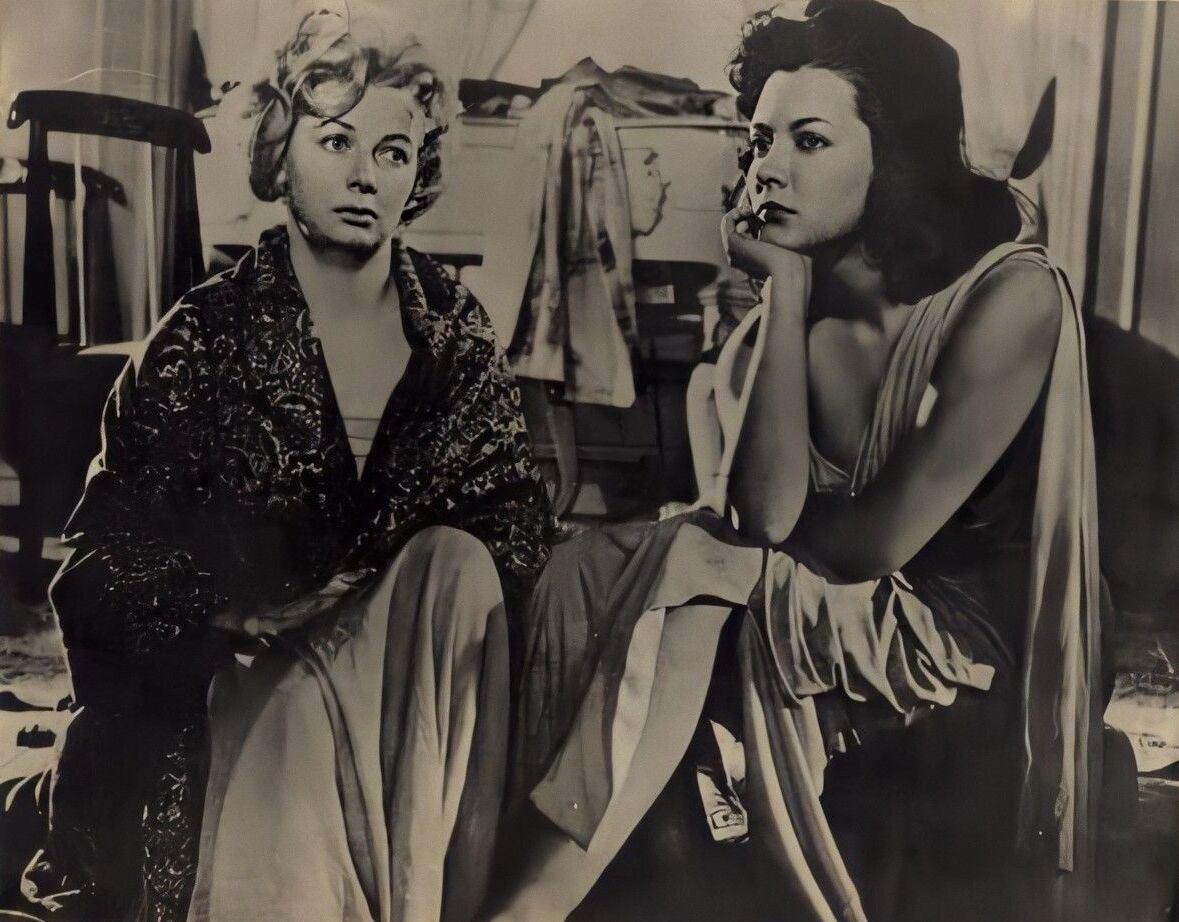
Patricia Morán y Ofelia Montesco en un retrato promocional para la cinta. Como se observa, ambas se muestran desarregladas en una habitación desaseada, como parte de los elementos incorporados a la estética e historia del filme.

Para esa noche, todos están nerviosos. Están usando un armario como retrete y se han quedado sin agua limpia. Raúl culpa a Eduardo por su situación, pero Leticia defiende al anfitrión. Sergio muere durante la noche, y el Dr. Carlos Conde y Álvaro guardan el cadáver en un armario para que sus compañeros no lo vean y se preocupen más de lo que ya están. 
Una multitud de espectadores, policías y soldados se reúne frente a las puertas de la mansión durante los días siguientes y descubre que nadie puede entrar, aunque no hay una barrera física. Los individuos atrapados obtienen agua tocando una tubería en la pared, pero sus buenos modales continúan deteriorándose. Un número creciente de ellos se enferma y el Dr. Conde no tiene medicamentos, hasta que Edmundo le muestra un alijo de opiáceos, que algunos de los invitados roban para sí mismos.
En un momento particularmente acalorado, el grupo atrapado ve a las tres ovejas y al oso deambulando por la mansión. Las ovejas deambulan por el salón, donde son capturadas y asadas en un fuego en el medio de la habitación. Si bien la comida calma un poco las cosas, hace poco para levantar el ánimo, y Eduardo y Beatriz, una joven pareja de novios, se suicidan en un armario.
Una noche, todos los sirvientes de los Nóbilés regresan a la mansión. En el interior, Raúl ha convencido a la mayoría de los demás invitados de que su situación terminará si Edmundo muere. El Dr. Conde intenta razonar con ellos y se desata una pelea, el médico asistido por Álvaro y Julio. Edmundo y Leticia salen del área cerrada con cortinas que han comenzado a habitar (Lucía ahora está abiertamente con Álvaro), y Edmundo se ofrece a quitarse la vida. Consigue una pequeña pistola que tenía escondida, pero Leticia le dice que espere. Ella dice que todas las personas y los muebles están en el mismo lugar que la noche de la fiesta, y hace que Blanca toque el final de la sonata para piano y todos repiten la conversación que siguió.
Esta vez, cuando Blanca dice que está cansada, el grupo descubre que pueden salir del salón y luego de la mansión. Los miembros de la pequeña multitud afuera los ven salir y pueden pasar por las puertas para saludarlos.
Para dar gracias por su salvación, la mayor parte del grupo del salón asiste a un servicio de Te Deum. Después, ni el clero ni los feligreses pueden salir de la catedral. Tiempo después, los militares disparan contra un grupo de personas y las alejan de las puertas de la catedral. Un rebaño de ovejas entra al edificio mientras continúan los gritos y disparos.

## Reparto
Los atrapados

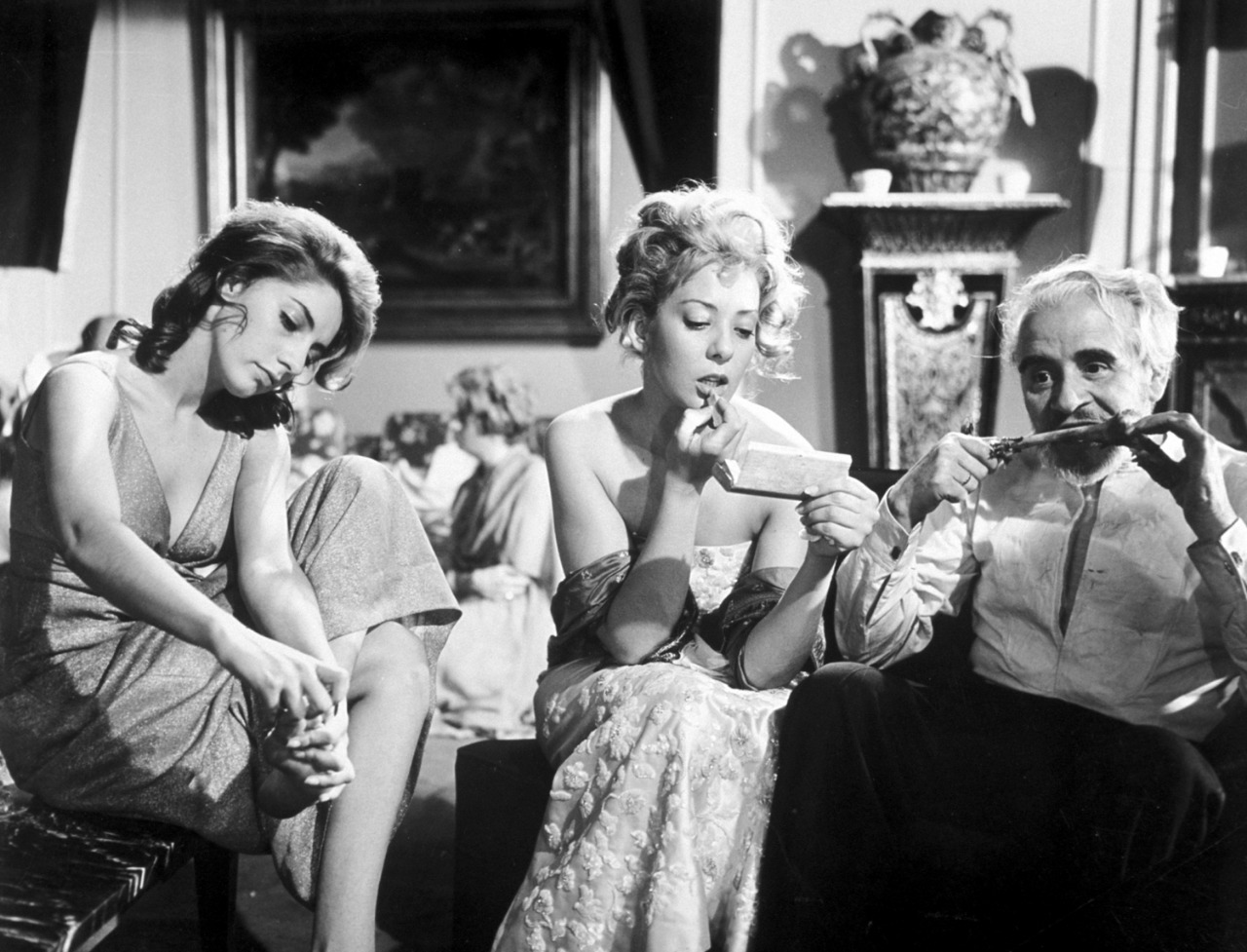
(a): Jacqueline Andere, Silvia Pinal, y Enrique García Álvarez, en una fotografía publicitaria para la película.

- Silvia Pinal como Leticia, apodada «La Valquiria»
- Jacqueline Andere como Alicia de Roc, la joven esposa de Alberto
- José Baviera como Leandro Gómez, quien vive en Nueva York
- Augusto Benedico como Dr. Carlos Conde
- Luis Beristáin como Cristián Ugalde, el marido de Rita, que tiene una úlcera y es masón
- Antonio Bravo como Sergio Russell, un invitado anciano al que no le gustan las bromas y es el primero en morir
- Claudio Brook como Julio, el mayordomo
- César del Campo como Coronel Álvaro Aranda, quien tiene un romance a escondidas con Lucía
- Rosa Elena Durgel como Silvia, una cantante de ópera
- Enrique Rambal como Edmundo Nóbilé, el marido de Lucía y el anfitrión de la fiesta
- Lucy Gallardo como Lucía de Nóbilé, la esposa de Edmundo y la anfitriona de la fiesta
- Enrique García Álvarez como Alberto Roc, el anciano esposo de Alicia, quien es director de orquesta y masón
- Ofelia Guilmáin como Juana Ávila, la sobreprotectora hermana de Francisco
- Nadia Haro Oliva como Ana Maynar, una mujer que estuvo en un choque de trenes y está interesada en el Cábala
- Tito Junco como Raúl, un hombre que camina con un bastón
- Xavier Loyá como Francisco Ávila, el hermano de Juana
- Xavier Massé como Eduardo, el prometido de Beatriz
- Ofelia Montesco como Beatriz, la prometida de Eduardo
- Patricia Morán como Rita Ugalde, La esposa de Christian, que está embarazada
- Patricia de Morelos como Blanca, una pianista
- Bertha Moss como Leonora, una mujer que tiene cáncer y es paciente del Dr. Conde

El resto
- Pancho Córdova como Lucas, el portero, que es el primer sirviente en irse
- Ángel Merino como el camarero que se tropieza y deja caer una bandeja de comida
- Luis Lomelí como el representante del alcalde
- Guillermo Álvarez Bianchi como Pablo, el chef
- Elodia Hernández como Camila, la criada anciana
- Florencio Castelló como el camarero calvo
- Eric del Castillo como Deacon Sampson, quien tutora y cuida a los hijos de los Ugalde y participa en el servicio Te Deum al final de la película
- Chel López como el oficial militar que le dice al representante del alcalde que sus hombres no pudieron entrar a la mansión
- David Hayat (acreditado como David Hayyad Cohen) como el sous-chef de Pablo
- Janet Alcoriza como la criada joven (no acreditada)
- Roberto Meyer como el espectador «loco» al que no se le permite intentar entrar a la mansión (sin acreditar)
- Rita Macedo como una feligrés (no acreditada)

## Producción

### Rodaje

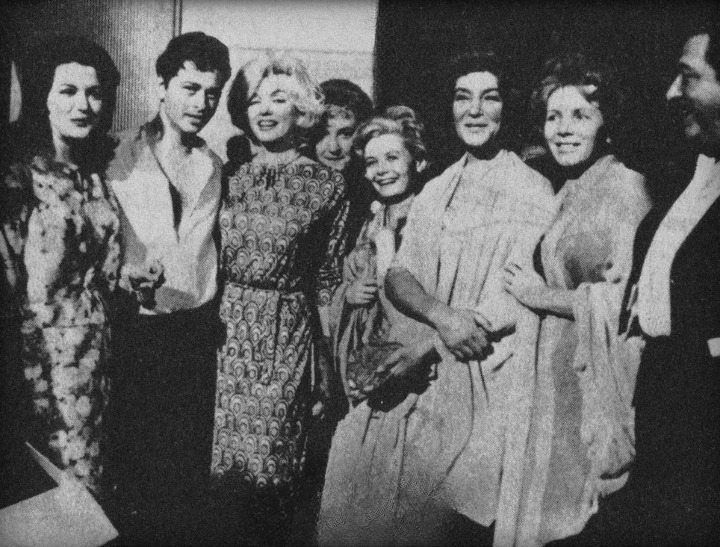
(a): Ofelia Montesco, Xavier Loyá, Marilyn Monroe, desconocido al fondo, Patricia Morán, Bertha Moss, Nadia Haro Oliva, y José Baviera, en el set de filmación.

El rodaje de la película duró dos meses, del 29 de enero al 9 de marzo de 1962. Durante el viaje que la actriz estadounidense Marilyn Monroe realizó a México, visitó el set de grabación en donde se filmaba la película. Ahí conoció a Luis Buñuel, al fotógrafo Gabriel Figueroa y a los miembros del elenco de la cinta, con quienes se tomó algunas fotografías.

## Estreno
La película se estrenó en el Festival Internacional de Cine de Cannes de 1962, y tuvo un estreno general en México el 1 de octubre de 1964.

### Home media
The Criterion Collection lanzó El ángel exterminador en DVD el 10 de febrero de 2009. Posteriormente, Criterion publicó una edición en Blu-ray en noviembre de 2016.

## Recepción

### Crítica
En la página de reseñas Rotten Tomatoes, la película tiene un índice de aprobación del 94% basado en 34 reseñas, con una calificación promedio de 8.9/10.
El ángel exterminador ocupa el lugar decimosexto en la lista de las 100 mejores películas del cine mexicano, según la opinión de veinticinco críticos y especialistas del cine en México, publicada por la revista Somos en julio de 1994. En la actualización de esta lista publicada por el portal Sector Cine en junio de 2020, ocupa el lugar tres. Además, es listada entre las mil mejores películas de todos los tiempos por el New York Times.

### Premios
Esta película recibió el premio de la Federación Internacional de la Prensa Cinematográfica (FIPRESCI) de la crítica internacional y del Sindicato de Guionistas en el Festival Internacional de Cine de Cannes de 1962. En los Premios Bodil de 1963, la película ganó el Premio Bodil a la mejor película no europea.

## Análisis

### Clase social
Aunque Buñuel nunca explicó cómo interpretar la película, dejando que cada espectador lo decidiera, el crítico de cine estadounidense Roger Ebert escribió una larga interpretación de la cinta como símbolo del conflicto de clases: «Los invitados a la cena representan a la clase dominante en la España de Franco. Después de haber preparado una mesa de banquete derrotando a los trabajadores en la Guerra Civil Española, se sientan a disfrutar de un festín que nunca termina. Están atrapados en su propio callejón sin salida burgués. Cada vez más resentidos por estar aislados del mundo exterior, se vuelven mezquinos e inquietos; sus peores tendencias se revelan».
El académico Robert Stam, comentó en su libro Reflexivity in Film and Literature: From Don Quixote to Jean-Luc Godard que la película «está estructurada sobre la fórmula cómica de un lento descenso de la normalidad a la anarquía... El 'Ángel' ejecuta una misión de justicia social, una apocalíptica derrota hacia los nobles y los poderosos».

### Influencia en el cine de terror
En un artículo de 2020 en el sitio web de películas de terror Bloody Disgusting, Samuel Pierce señaló paralelismos entre El ángel exterminador y el cine de terror contemporáneo, escribiendo: «Dentro de la trama ya fascinante de la película, hay muchos comentarios sociales conmovedores que resultarán igualmente familiares para los fanáticos del terror. Aunque la película se puede interpretar de varias maneras, muchos de sus temas son innegables y tan relevantes hoy como lo fueron siempre. Vemos que el aislamiento impulsa la locura. Vemos que se forman tribus en tiempos de conflicto. Vemos que el asesinato se vuelve cada vez más atractivo. Sin embargo, más que nada, El ángel exterminador explora la hipocresía de la élite social y los delgados hilos de la sociedad que los alejan de la depravación total».
En lugar de ser descrita como precursora a varios filmes de terror contemporáneos, algunos críticos han clasificado a El ángel exterminador como una película de terror por sí misma. Por ejemplo, Jonathan Romney, de The Guardian, la definió sin tapujos como una «historia de terror claustrofóbica», y el experto en cine Jonathan Rosenbaum la clasificó como «terror cómico».

## Legado

### Influencia cultural
The Exterminating Angel es una ópera con música de Thomas Adès y libreto de Tom Cairns basada en la película de Buñuel. Se estrenó en el festival de Salzburgo 2016.
En enero de 2018, Blanca Portillo puso en escena su versión de El Ángel Exterminador en el Teatro Español de Madrid.